# セゲラ
セゲラ（フランス語: Séguéla）はコートジボワールの町である。ウォロバ地方の首府であり、ウォロドゥーグー州の州都である。

## 交通

### 空港
- セゲラ空港（英語版）